# Dorival Júnior
Dorival Silvestre Júnior (* 25. April 1962 in Araraquara, São Paulo) ist ein brasilianischer Fußballtrainer und ehemaliger -spieler. Von Januar 2024 bis März 2025 war er Cheftrainer der brasilianischen Nationalmannschaft.

## Karriere

### Als Spieler
Dorival Júnior begann seine Karriere 1982 bei Ferroviária in seiner Heimatstadt Araraquara. In den folgenden Jahren spielte er bei zahlreichen Vereinen in Brasilien, wobei er nur bei SE Palmeiras in São Paulo deutlich länger als ein Jahr verweilte (von 1989 bis 1992). 1999 beendete er im Alter von 37 Jahren bei Botafogo in Ribeirão Preto seine Karriere. Sein größter Erfolg als Spieler war der Gewinn der Serie B mit Juventude im Jahr 1994.

### Als Trainer
Dorival Júniors Trainerkarriere begann 2002 wieder bei Ferroviária. In den folgenden Jahren trainierte er zahlreiche brasilianische Vereine, darunter Coritiba FC, CR Flamengo, Fluminense FC, den FC Santos und den FC São Paulo. Als Trainer gelang es ihm dreimal die Copa do Brasil zu gewinnen: 2010 mit Santos, 2022 mit Flamengo sowie 2023 mit dem FC São Paulo. Sein größter internationaler Erfolg war der Gewinn der Copa Libertadores 2022 mit Flamengo.
Im Januar 2024 wurde Dorival Júnior Nachfolger von Interimstrainer Fernando Diniz als Chefcoach der brasilianischen Nationalmannschaft. Dies geschah überraschend, nachdem im Dezember 2023 bekannt geworden war, dass Carlo Ancelotti seinen Vertrag bei Real Madrid verlängert hatte, obwohl die Öffentlichkeit seit Juli 2023 davon ausgegangen war, dass Ancelotti neuer brasilianischer Nationaltrainer wird. Im März 2025 wurde Dorival Júnior nach einer 1:4-Niederlage gegen Argentinien entlassen. Ende April erhielt er eine Anstellung beim SC Corinthians.

## Kontroverse um Neymar
Seine Zeit bei Santos war überschattet durch einen Streit mit Teilen der Mannschaft um Neymar und Ganso. Im Finale der Staatsmeisterschaft von São Paulo am 2. Mai 2010 weigerte sich Ganso, einer direkten Anweisung zur Auswechslung von Dorival Júnior Folge zu leisten, und blieb bis zum Schluss auf dem Feld. Am 15. September, im Heimspiel des 22. Spieltages der Série A 2010 gegen Atlético Goianiense, wurde Neymar angewiesen einen Elfmeter nicht auszuführen. Daraufhin stritt er sich auf dem Platz mit dem Trainer. Nach einem Bericht der Zeitung Lance! setzte sich Neymars Wüten nach dem Spiel in der Umkleidekabine fort, wo er unter anderem einen Getränkebehälter nach einem Assistenztrainer warf. Der Trainer der gegnerischen Mannschaft sagte zu den Vorfällen: „Er habe noch nie einen so unhöflichen Spieler wie Neymar gesehen und dass Santos ein Monster erschaffen habe“. Die Episode gipfelte schließlich in Júniors Entlassung. Am 6. Oktober desselben Jahres veröffentlichte Lance! einen Bericht, in dem es hieß, dass Neymar und andere Santos-Spieler im August nach einem Spiel gegen Grêmio FBPA mit Callgirls ausgingen, was seinen Sturz einleitete. Dieser hatte, als er von dem Vorfall erfuhr, sich die Bilder der Überwachungskameras des Hotels, in dem die Mannschaft untergebracht war, zeigen lassen und forderte die Bestrafung von Neymar und den anderen Spielern beim Santos-Vorstand. Dieser zog aber keine Konsequenzen. Am 5. Januar 2011 machte der ehemalige Santos-Mittelfeldspieler Roberto Brum während eines Interviews eine umstrittene Enthüllung über die Entlassung Júniors: Laut dem Spieler wurde der Mannschaft gedroht, kein Gehalt zu verdienen, wenn Neymar nicht gegen Corinthians São Paulo am 22. September spielt und erklärte, dass weder der Präsident (Luis Álvaro de Oliveira Ribeiro) noch der Fußballdirektor (Pedro Luiz Nunes Conceição) seine (Dorival Júniors) Entlassung wollten. Die Gestão Unificada de Inteligência e Apoio, eine Gruppe von Geschäftsleuten, welche seinerzeit den Klubpräsidenten offiziell berieten, aber im Hintergrund die wesentlichen Entscheidungsträger des Klubs waren, setzten dieses aber durch.

## Privatleben
Dorival Júnior ist der Neffe von Palmeiras-Vereinslegende Olegário Tolóí de Oliveira, besser bekannt als Dudu. Im Jahr 2019 wurde bei ihm Prostata-Krebs diagnostiziert, den er 2020 besiegte.

## Erfolge

### Als Spieler
Joinville
- Staatsmeisterschaft von Santa Catarina: 1987

Grêmio
- Staatsmeisterschaft von Rio Grande do Sul: 1993

Juventude
- Série B: 1994

Matonense
- Staatsmeisterschaft von São Paulo Série A2: 1997

### Als Trainer
Figueirense
- Staatsmeisterschaft von Santa Catarina: 2004

Sport Recife
- Staatsmeisterschaft von Pernambuco: 2006

Coritiba
- Staatsmeisterschaft von Paraná: 2008

Vasco da Gama
- Série B: 2009

Santos
- Staatsmeisterschaft von São Paulo: 2010, 2016
- Copa do Brasil: 2010

Internacional
- Recopa Sudamericana: 2011
- Staatsmeisterschaft von Rio Grande do Sul: 2012

Athletico Paranaense
- Staatsmeisterschaft von Paraná: 2020

Flamengo
- Copa do Brasil: 2022
- Copa Libertadores: 2022

São Paulo
- Copa do Brasil: 2023

## Auszeichnungen
- Staatsmeisterschaft von Pernambuco bester Trainer: 2006[7]
- Staatsmeisterschaft von São Paulo bester Trainer: 2010[8]
- Troféu Telê Santana – Trainer des Jahres: 2010[9]
- Copa Libertadores bester Trainer: 2022[10]
- Troféu Mesa Redonda bester Trainer: 2022[11], 2023[12]
- IFFHS beste Trainer: 2022 – Achter[13]
- Copa do Brasil bester Trainer: 2023[14]
- Troféu Aceesp (sportliches Highlight) – Bundesstaat São Paulo: 2023[15]